# Mercury-Atlas 4

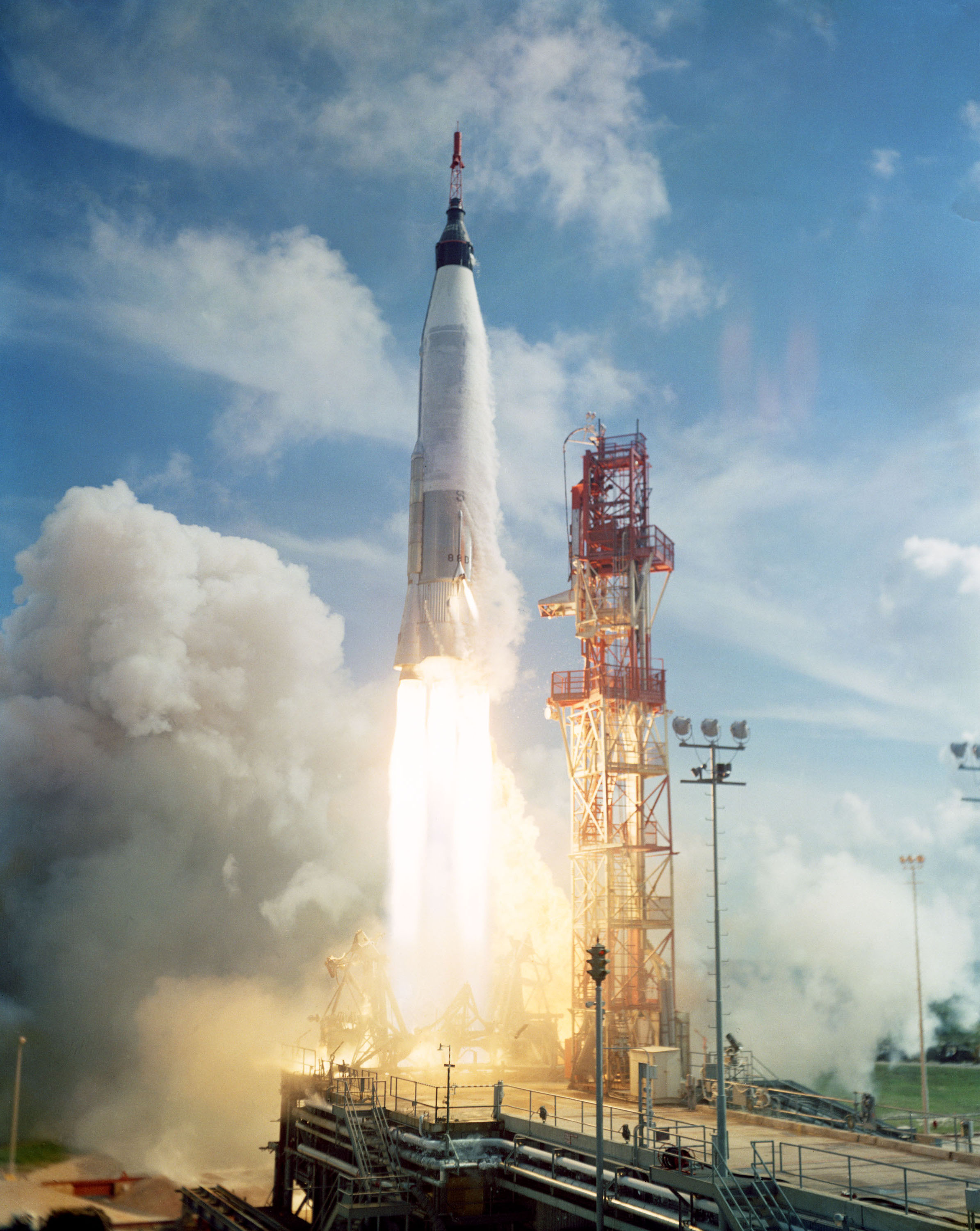
Start MA-4

Mercury-Atlas 4 byl testovací let programu Mercury. Byl to první orbitální let programu Mercury (všechny předešlé byly suborbitální. Raketa Atlas D s maketou #8A (A protože byla použita při neúspěšném letu Mercury-Atlas 3), odstartovala v 14:09 UTC. Start proběhl úspěšně a maketa lodě Mercury obletěla jednou zemi. Poté přistála v oceánu 283 kilometrů od Bermud, poblíž lodi USS Decatur. Ta loď vyzvedla a dopravila na pevninu.